# Девичка църква
Девичката църква (на македонска литературна норма: Девичка црква) е средновековна православна църква край поречкото село Девич, Северна Македония.
Църквата е разположена в средновековната крепост Девини кули (Девич). Датира от XIV век. Има богата керамодекорация и частично запазен барабан на главния купол както и минимални остатъци от живопис.